# Welcome Adventure! Vol. 2
Welcome Adventure! Vol. 2 ist ein Jazzalbum von Daniel Carter, Matthew Shipp, William Parker und Gerald Cleaver. Die am 29. Oktober 2019 im Sear Sound Studio, New York City, entstandenen Aufnahmen erschienen am 3. Juni 2022 auf 577 Records.

## Hintergrund
Nach ihrem ersten gemeinsamen Album Welcome Adventure! Vol. 1, entstanden 2019 und erschiene im folgenden Jahr, haben Daniel Carter, Matthew Shipp, William Parker und Gerald Cleaver ihre Zusammenarbeit mit dem Folgealbum dokumentiert, das aus derselben Aufnahmesession vom Oktober 2019 stammt. Daniel Carter (Saxophon, Klarinette) arbeitet seit Anfang der 1970er-Jahre mit William Parker (Bass) und seit Mitte der 1980er-Jahre mit Matthew Shipp (Piano) zusammen. Dieses Trio hatte zuvor schon bei anderen Gelegenheiten zusammen gespielt, wollte aber ihrem Sound ein perkussives Element hinzufügen und holte den Schlagzeuger Gerald Cleaver hinzu. Dieser hatte seit seiner Ankunft in New York Ende der 1990er-Jahre immer wieder mit Parker und Shipp gespielt und trat auch bis 2019 mit Carter in verschiedenen Live-Settings auf.

## Titelliste
- Daniel Carter, Matthew Shipp, William Parker, Gerald Cleaver: Welcome Adventure! Vol. 2 (577 Records 5837-2)[2]

1. Sunverified 6:58
2. Blinking Dawn 5:17
3. Mask Production 7:29
4. Wordwide 11:00
5. Da Rest Is Story 10:21

Die Kompositionen stammen von Daniel Carter, Matthew Shipp, William Parker und Gerald Cleaver.

## Rezeption

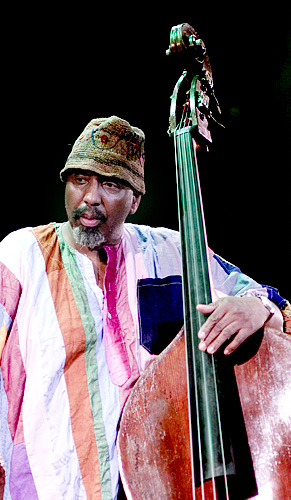
William Parker auf dem Jazzfestival Saalfelden 2010. Foto: Frank Schindelbeck.

Thom Jurek verlieh dem Album in Allmusic vier Sterne und schrieb, das Zusammenspiel zwischen Carter und Shipp sei selbst in seinen verhaltensten Momenten raffiniert und reich an tonaler und klanglicher Fantasie. Parker und Cleaver würden dies ineinandergreifenden Phrasen in einem ausgedehnten Gewitter unterstützen, bevor das Quartett alles in spektrale Linien der harmonischen Erkundung herunterschraube. Die Band würde die Ränder ihrer Musik einfärben, während ein impressionistischer lyrischer Kern Gestalt annehme. Dieses Album sei seinem Vorgänger locker ebenbürtig. Obwohl es eher einem besinnlichen als einem durchsetzungsfähigen Weg folge, sei es nicht weniger intuitiv, einfallsreich und einnehmend. Es gebe keine „Hänger“.
Nach Ansicht von John Sharpe, der das Album in All About Jazz rezensierte, sei die Magie des Free Jazz so groß, dass die Ergebnisse selbst bei der Vereinigung bekannter Größen immer noch überraschen und verzaubern könnten. Angesichts unzähliger früherer Kooperationen in allen möglichen Variationen sei es keine Überraschung, dass diese Band auf den fünf in sich geschlossenen, facettenreichen Stücken eine so flexible und einfühlsame Einheit bilden würde. Wenn man einen Präzedenzfall auswählen müsste, wäre es vielleicht Farmers by Nature, das kooperative Trio, zu dem Parker und Cleaver gehörten, ergänzt durch den Pianisten Craig Taborn. Sie teilen eine egalitäre Sichtweise, die sich in einem sich ständig weiterentwickelnden, frei fließenden Austausch manifestiere, der sich unbefangen auf die [Jazz]-Tradition beziehe, aber ohne sklavische Nachahmung; es dominiere keine Person, sondern jeder leiste seinen Beitrag.